# جارتشلو (أرومية)
جارتشلو هي قرية في مقاطعة أرومية، إيران. عدد سكان هذه القرية هو 1,380 في سنة 2006.